# Harry Johnston (Fußballspieler, 1919)
Harry Johnston (* 26. September 1919 in Manchester; † 12. Oktober 1973 in Blackpool) war ein englischer Fußballspieler. Er war 1951 Englands Fußballer des Jahres. Er spielte während seiner ganzen Profi-Karriere beim FC Blackpool.

## Spielerkarriere
Johnston wurde im Alter von 15 Jahren vom FC Blackpool verpflichtet. Sein Debüt gab er im Jahre 1937 bei einer 0:2-Niederlage gegen Preston North End. In der folgenden Saison konnte er sich in der Läuferreihe des Vereins etablieren.
Während des Zweiten Weltkriegs diente Johnston im Nahen Osten. Nach seiner Rückkehr wurde er zum Mannschaftskapitän ernannt. Sein erstes Länderspiel für die englische Nationalmannschaft bestritt Johnston am 27. November 1946 bei einem 8:2-Sieg gegen die niederländische Nationalmannschaft. In der Saison 1947/48 erreichte Blackpool das FA-Cup-Finale, welches die Mannschaft mit 2:4 gegen Manchester United verlor. In der Saison 1950/51 erreichte das Team erneut das FA-Cup-Finale – Blackpool unterlag Newcastle United mit 0:2.
In derselben Saison wurde Johnston zum FWA Footballer of the Year ernannt. Während der Saison 1952/53 gewann er zum ersten Mal den FA Cup, mit einem 4:3 gegen die Bolton Wanderers.

## Blackpool F.C. Hall of Fame
Johnston wurde in die Hall of Fame des FC Blackpool in der Bloomfield Road aufgenommen. Dort werden jeweils die fünf besten Blackpool-Spieler eines Jahrzehnts aufgenommen. Johnston vertritt die 1950er Jahre.

## Nach der Spielerkarriere
1955 wurde Johnston Trainer des FC Reading. Dort blieb er bis 1962. 1969 und 1970 bekleidete er interimistisch das Traineramt beim FC Blackpool.
Als er 1973 im Alter von 54 Jahren in Blackpool starb, „trauerte die ganze Stadt, denn Harry Johnston war einer der größten Spieler, der jemals das Mandarinenhemd trug.“